# Uromunna samariensis
Uromunna samariensis är en kräftdjursart som beskrevs av Wolff och Brandt 2000. Uromunna samariensis ingår i släktet Uromunna och familjen Munnidae. Inga underarter finns listade i Catalogue of Life.